# Glenn Hall (surf)
Pour les articles homonymes, voir Hall et Glenn Hall (homonymie).
Glenn Hall est un surfeur professionnel irlandais né le 11 novembre 1981 à Umina en Australie.

## Palmarès
- 2010 : 1st Burton Toyota Pro (Newcastle, Australia),
- 2010 : 2nd Protest Vendée Pro[3],[4]
- 2009 : 3rd O'Neill Cold Water Classic (CWC) (South Africa)[5]
- 2009 : 1st UK Pro Surf Tour/The Saltrock Open[6]
- 2009 : 3rd ASP WQS 5-Star events @ Zarautz & Pantin

### WQS Hommes
Classement final ASP Europe.
| Date | Classement | Nom        | Pays    | Points |  |
| ---- | ---------- | ---------- | ------- | ------ |  |
| 2009 | 3          | Glenn Hall | Irlande |        |  |
| 2008 | 4          | Glenn Hall | Irlande | 5311   |  |